# Vila Vinořské náměstí 41
Vila na Vinořském náměstí v Praze 9 je rodinná vila, která stojí v centru Vinoře poblíž kostela Povýšení svatého Kříže a fary. Od 6. června 2003 je chráněna jako nemovitá kulturní památka České republiky spolu se zahradou, studnou a zděným oplocením.

## Historie
Novorenesanční vila byla postavena v 90. letech 19. století podle návrhu arch. Františka Buldry.
Ve své historii nesloužila pouze k bydlení, bývala zde i služebna policie.

## Popis
Třípodlažní stavba s nízkou sedlovou střechou má v severní části do náměstí zvýšený suterén. Ve fasádě při náměstí vystupuje po celé výšce stavby trojboký arkýř, který byl původně zakončen stanovou střechou. Ve spodní části je fasáda ze spárovaného kamenného kvádrového zdiva; ze stejného zdiva pokračuje opěrná zeď zahrady. Fasáda pater je členěna pásovou rustikou. Okna přízemí mají úzké vpadlé šambrány, ve vrcholu s klenákem s dívčími hlavami.
Hlavní vstup do domu je na boční fasádě směřující do zahrady; ve vrcholu má maskaron divého muže. Za vchodem je dodatečně vyzděna konstrukce nesoucí terasu v prvním patře. Fasáda v přízemí je zakončena profilovanou kordonovou římsou; parapetní římsa probíhá kolem celé fasády. Okna v patře lemují profilované šambrány s nízkým nástavcem zakončeným profilovanou nadokenní římsou; v jejich vrcholu se uplatňují dekorativní štukové klenáky s dívčími hlavami. Nad vstupy vedoucími na terasu jsou nadokenní římsy zdvojené, zábradlí terasy je štukové, kuželkové.

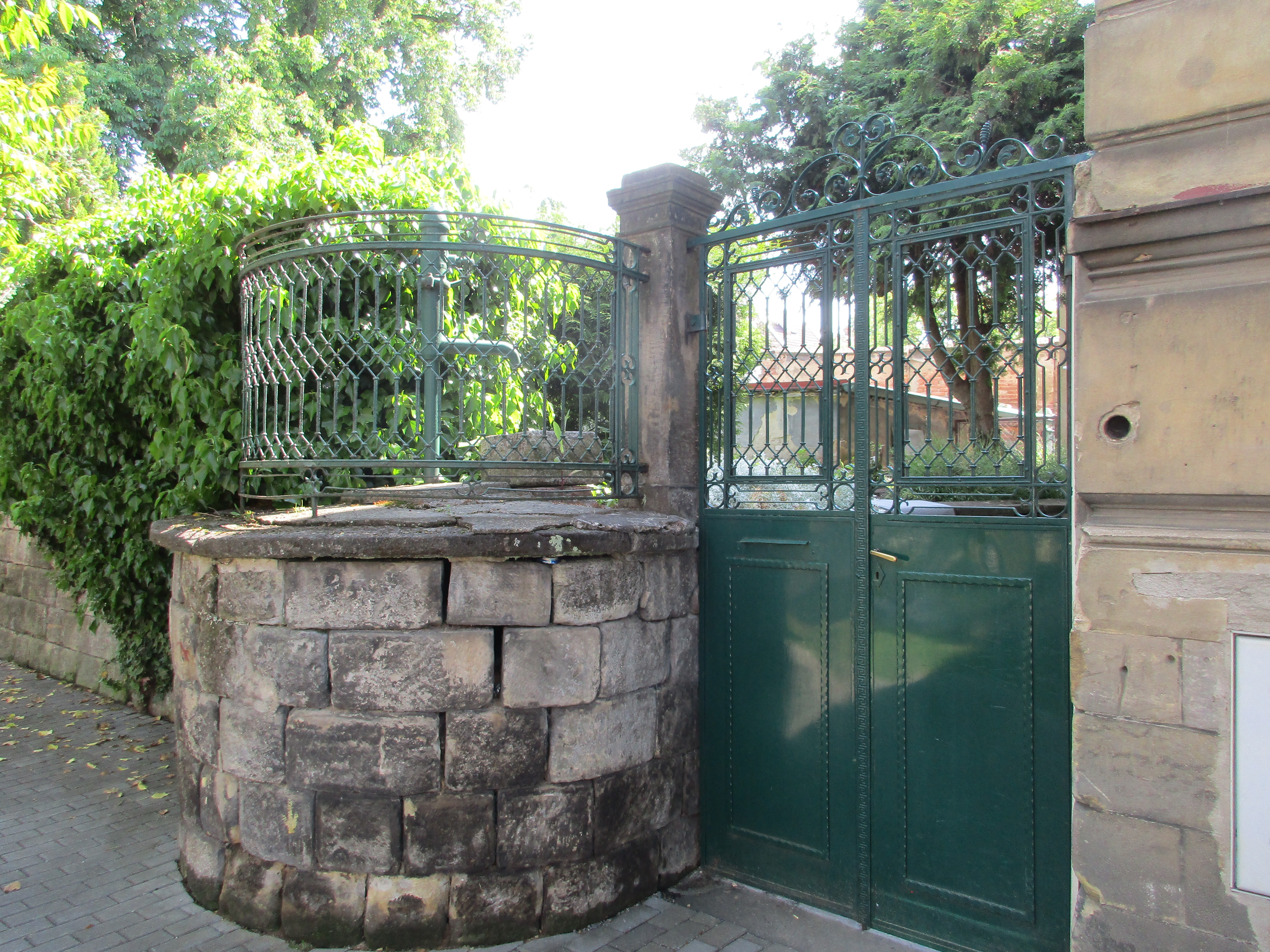
branka se studnou a částí oplocení

Opěrná ohradní zeď při náměstí je vystavěna z kamenného lícovaného zdiva a zakončena kamennou římsou. Při vstupní brance vystupuje z opěrné zdi půlkruhový kamenný útvar chránící studnu na zahradě. Zeď má původní kovové oplocení se stáčenými motivy, stejnou úpravu má také horní část vstupní branky.
Dochováno zůstalo dekorativní členění a profilované rámy výplní vstupních dveří. Ty mají původní skleněnou výplň s mřížovými prvky v horní části, kování i kliku. Dochována jsou také okna s klapačkou ve formě polosloupku a profilovaným poutcem se zubořezem.
Interiér vestibulu je zaklenut zrcadlovou klenbou s podstropní římsou a obložen dřevěným výplňovým obložením. Klenba vestibulu je zdobena dekorativní ornamentální malbou, pokračující v polychromii podstropní římsy. Dveře vedoucí ke schodišti jsou zasklené původními leptanými skly s ornamentálními a vegetabilními motivy.
Dlažba ve vestibulu a na podestách má čtvercové a diagonální geometrické prvky a je lemovaná pásem barevně stínovaného pletence. Dlažba na schodišti v přízemí je členěná do větších šestiúhelníků vyplněných ornamentálními prvky a orámovaných geometrickým zalamováním.
Zábradlí schodiště tvoří litinové a kované prvky s ornamentálním členěním a neorenesančními prvky.